# Преловська Ірина Миколаївна
Преловська Ірина Миколаївна (09.10.1966, м. Чорнобиль, нині Вишгородського р-ну Київської обл.) — історик, історик Церкви, джерелознавець, археограф, музеєзнавець, доктор історичних наук, старший науковий співробітник Інституту української археографії та джерелознавства ім. М. С. Грушевського НАН України (за основним місцем роботи), доктор церковно-історичних наук, професор кафедри церковно-історичних і практичних дисциплін Київської православної богословської академії (за сумісництвом), викладач курсу «Історія Української Православної Церкви» (з 1998 року).

## Біографія

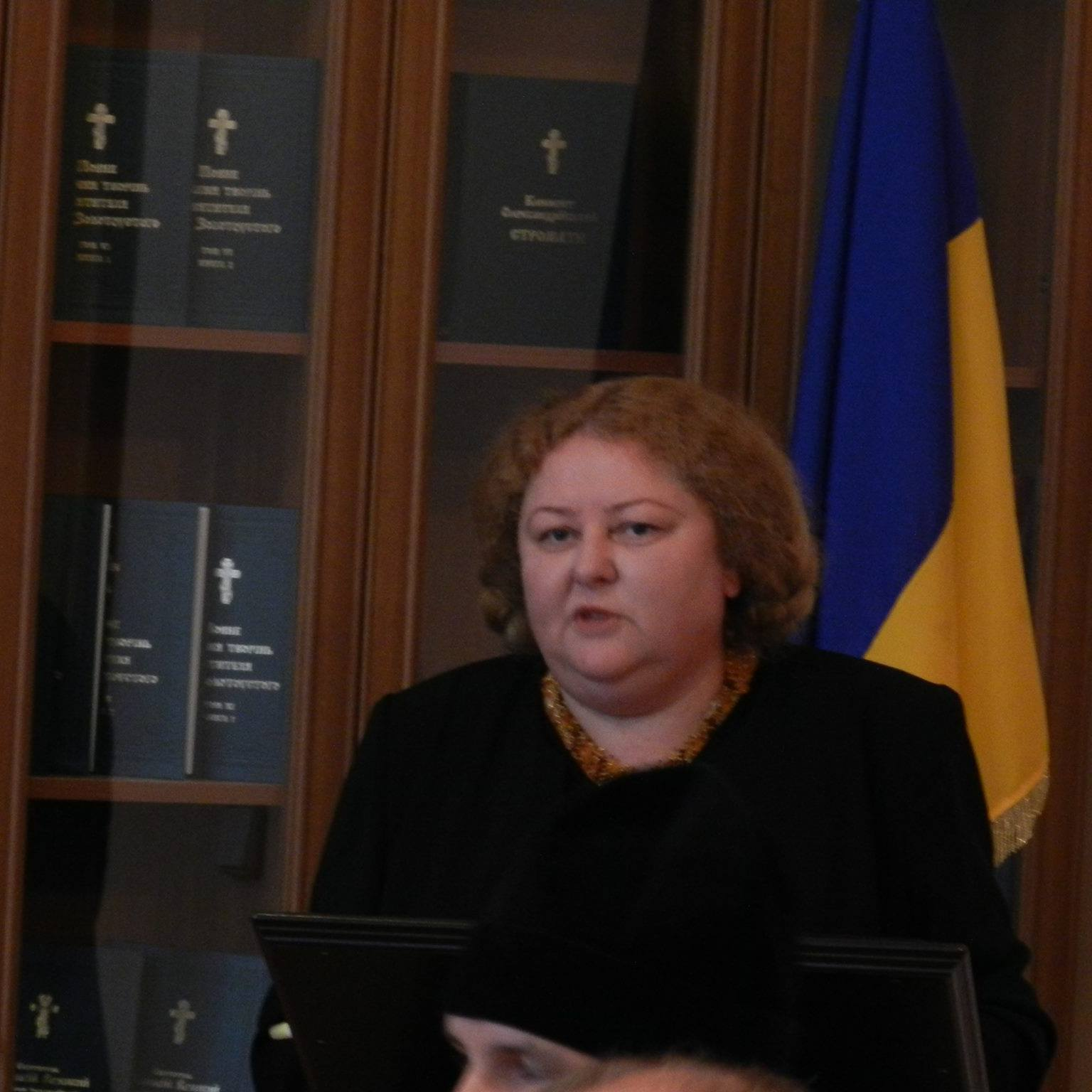
Захист докторської дисертації в КПБА 29 серпня 2013 р.

Преловська Ірина Миколаївна, народилася в м. Чорнобилі Київської області в сім'ї службовців. У 1974-1984 рр. навчалася у Чорнобильській середній школі № 2. У 1983 році закінчила з відзнакою Чорнобильську дитячу музичну школу по класу фортепіано. Освіта вища, закінчила з відзнакою (червоний диплом) у 1991 р. історичний факультет Київського ордена Леніна державного університету імені Т. Г. Шевченка за спеціальністю «Історія». Темою дипломної роботи було дослідження стосунків між державою і церквою у Візантійській імперії у IV—VIII ст.
Після закінчення університету була прийнята на роботу до Інституту української археографії з 1 жовтня 1991 р., де працює і зараз на посаді старшого наукового співробітника відділу джерел з новітньої історії України з 14 грудня 2000 р. Атестована на вчене звання старшого наукового співробітника рішенням відділу джерел з новітньої історії України у 2003 році (Протокол № 12 від 9 грудня 2003 р.). 15 грудня 2004 р. рішенням ВАКу присвоєно звання старшого наукового співробітника.
Кандидат історичних наук з 1998 р. З грудня 1998 р. викладач курсу «Історія Української Православної Церкви» (4 курс КДС і КДА), з 2010 р. викладає у 2, 3, 4, 6 курсах КПБА. Є членом Вченої Ради КПБА, спеціалізованої Вченої Ради КПБА, членом редколегії часопису «Труди Київської Духовної Академії: богословсько-історичний збірник Київської православної богословської академії Української Православної Церкви Київського Патріархату», автор підручника курсу «Історія Української Православної Церкви».
Спеціалізується в галузі археографії, джерелознавства, історії Православної Церкви, біографістики. Досліджує широке поле наукових проблем, зокрема архівні джерела з історії Української автокефальної православної церкви 1920-1930-х рр. та репресій проти неї, Православної Церкви в Україні кінця ХІХ — поч. ХХ століття, біографії видатних діячів України, історію Софії Київської.
Має понад 280 опублікованих праць.

### Праці
- Другий Всеукраїнський Православний Церковний Собор УАПЦ 17–30 жовтня 1927 року. / Упорядники: С. Білокінь, І. Преловська, І. Старовойтенко. — Київ, 2007. — 699 с[4].
- Листи громадських діячів, представників української науки, культури і церкви до Івана Огієнка (митрополита Іларіона) 1910—1969. / Упорядники: І. Преловська та ін. — Київ, 2011. — 744 с[4].
  - Теодорович Іван, Архієпископ УАПЦ в Америці й Канаді. Благодатність ієрархії УАПЦ (Української Автокефальної Православної Церкви). / Упорядник І. М. Преловська. — Київ, 2010. — 200 с[4].